# Lekkoatletyka na Igrzyskach Panamerykańskich 1975
Lekkoatletyka na Igrzyskach Panamerykańskich 1975 – zawody lekkoatletyczne podczas igrzysk obu Ameryk odbywały się w Meksyku.

## Rezultaty
| CR – rekord igrzysk \| NR – rekord kraju      |
| AR – rekord kontynentu \| PB – rekord życiowy |

### Mężczyźni
| Konkurencja:                  | 1. miejsce                                                                        | Rezultat   | 2. miejsce                                                                   | Rezultat   | 3. miejsce                                                           | Rezultat   |
| Bieg na 100 m                 | Silvio Leonard                                                                    | 10,15 =    | Hasely Crawford                                                              | 10,21      | Hermes Ramírez                                                       | 10,34      |
| Bieg na 200 m                 | James Gilkes                                                                      | 20,43      | Larry Brown                                                                  | 20,69      | Mike Sands                                                           | 20,98      |
| Bieg na 400 m                 | Ronnie Ray                                                                        | 44,45      | Alberto Juantorena                                                           | 44,80      | Delmo da Silva                                                       | 45,53      |
| Bieg na 800 m                 | Luis Medina                                                                       | 1:47,98    | Leandro Civil                                                                | 1:48,75    | Carlos Martínez                                                      | 1:48,78    |
| Bieg na 1500 m                | Tony Waldrop                                                                      | 3:45,09    | Carlos Martínez                                                              | 3:45,98    | Luis Medina                                                          | 3:49,84    |
| Bieg na 5000 m                | Domingo Tibaduiza                                                                 | 14:02,0    | Theodore Castaneda                                                           | 14:03,2    | Rodolfo Gómez                                                        | 14:05,3    |
| Bieg na 10 000 m              | Luis Hernández                                                                    | 29:19,28   | Rodolfo Gómez                                                                | 29:21,22   | Domingo Tibaduiza                                                    | 29:25,45   |
| Maraton                       | Rigoberto Mendoza                                                                 | 2:25:02,81 | Chuck Smead                                                                  | 2:25:31,53 | Tom Howard                                                           | 2:25:45,42 |
| Bieg na 110 m przez płotki    | Alejandro Casañas                                                                 | 13,44      | Danny Smith                                                                  | 13,72      | Arnaldo Bristol                                                      | 13,74      |
| Bieg na 400 m przez płotki    | James King                                                                        | 49,60      | Ralph Mann                                                                   | 50.04      | Alfonso Damaso                                                       | 50,19      |
| Bieg na 3000 m z przeszkodami | Mike Manley                                                                       | 9:04,29    | José Andrade Silva                                                           | 9:05,31    | Octavio Guadarrama                                                   | 9:15,00    |
| Sztafeta 4 × 100 m            | Stany Zjednoczone · Clancy Edwards · Larry Brown · Donald Merrick · Bill Collins  | 38,31      | Kuba · Hermes Ramírez · Alejandro Casañas · Pablo Montes · José Triana       | 38,46      | Kanada · Hugh Fraser · Marvin Nash · Albin Dukowski · Robert Martin  | 38,86      |
| Sztafeta 4 × 400 m            | Stany Zjednoczone · Herman Frazier · Robert Taylor · Maurice Peoples · Ronnie Ray | 3:00,76    | Kuba · Eddy Gutiérrez · Carlos Álvarez · Dámaso Alfonso · Alberto Juantorena | 3:02,82    | Kanada · Glenn Bogue · Randy Jackson · Brian Saunders · Don Domansky | 3:03,92    |
| Chód na 20 km                 | Daniel Bautista                                                                   | 1:33:06    | Domingo Colín                                                                | 1:33:58    | Larry Young                                                          | 1:37:53    |
| Skok wzwyż                    | Tom Woods                                                                         | 2,25       | John Beers                                                                   | 2,17       | Rick Cuttell                                                         | 2,17       |
| Skok o tyczce                 | Earl Bell                                                                         | 5,40       | Bruce Simpson                                                                | 5,20       | Roberto Moré                                                         | 5,20       |
| Skok w dal                    | João Carlos de Oliveira                                                           | 8,19       | Arnie Robinson                                                               | 7,94       | Al Lanier                                                            | 7,91       |
| Trójskok                      | João Carlos de Oliveira                                                           | 17,89      | Tommy Haynes                                                                 | 17,20      | Milan Tiff                                                           | 16,98      |
| Pchnięcie kulą                | Bruce Pirnie                                                                      | 19,28      | Bishop Dolegiewicz                                                           | 19,18      | Terry Albritton                                                      | 19,18      |
| Rzut dyskiem                  | John Powell                                                                       | 62,36      | Julián Morrinson                                                             | 59,88      | Jay Silvester                                                        | 59,82      |
| Rzut młotem                   | Larry Hart                                                                        | 66,56      | Ángel Cabrera                                                                | 65,24      | Scott Neilson                                                        | 64,56      |
| Rzut oszczepem                | Sam Colson                                                                        | 83,82      | Juan Jarvis                                                                  | 82,30      | Raúl Fernández                                                       | 77,90      |
| Dziesięciobój                 | Bruce Jenner                                                                      | 8045 pkt   | Fred Dixon                                                                   | 8019 pkt   | Jesús Mirabal                                                        | 7482 pkt   |

### Kobiety
| Konkurencja:               | 1. miejsce                                                                                 | Rezultat | 2. miejsce                                                                    | Rezultat | 3. miejsce                                                                      | Rezultat |
| Bieg na 100 m              | Pamela Jiles                                                                               | 11,38    | Patty Loverock                                                                | 11,41    | Marjorie Bailey                                                                 | 11,42    |
| Bieg na 200 m              | Chandra Cheeseborough                                                                      | 22,77    | Pamela Jiles                                                                  | 22,81    | Silvina Pereira                                                                 | 23,17    |
| Bieg na 400 m              | Joyce Yakubowich                                                                           | 51,62    | Debra Sapenter                                                                | 52,22    | Lorna Forde                                                                     | 52,36    |
| Bieg na 800 m              | Kathy Weston                                                                               | 2:04,93  | Abby Hoffman                                                                  | 2:05,25  | Kathleen Hall                                                                   | 2:07,56  |
| Bieg na 1500 m             | Jan Merrill                                                                                | 4:18,32  | Thelma Wright                                                                 | 4:22,32  | Abby Hoffman                                                                    | 4:26,25  |
| Bieg na 100 m przez płotki | Edith Noeding                                                                              | 13,56    | Deby LaPlante                                                                 | 13,68    | Marlene Elejalde                                                                | 13,80    |
| Sztafeta 4 × 100 m         | Stany Zjednoczone · Martha Watson · Brenda Morehead · Chandra Cheeseborough · Pamela Jiles | 42,90    | Kuba · Marlene Elejalde · Silvia Chivás · Carmen Valdés · Fulgencia Romay     | 43,65    | Kanada · Marjorie Bailey · Patty Loverock · Joanne McTaggert · Joyce Yakubowich | 43,68    |
| Sztafeta 4 × 400 m         | Kanada · Margaret McGowen · Joanne McTaggert · Rachelle Campbell · Joyce Yakubowich        | 3:30,36  | Stany Zjednoczone · Sharon Dabney · Pat Helms · Debra Sapenter · Kathy Weston | 3:30,64  | Kuba · Eia Cabreja · Rosa López · Asunción Acosta · Aurelia Pentón              | 3:31,65  |
| Skok wzwyż                 | Joni Huntley                                                                               | 1,89     | Louise Walker                                                                 | 1,86     | Andrea Bruce                                                                    | 1,83     |
| Skok w dal                 | Ana Alexander                                                                              | 6,63     | Martha Watson                                                                 | 6,57     | Kathy McMillan                                                                  | 6,49     |
| Pchnięcie kulą             | María Elena Sarría                                                                         | 18,03 =  | Hilda Ramírez                                                                 | 17,28    | Lucette Moreau                                                                  | 16,98    |
| Rzut dyskiem               | Carmen Romero                                                                              | 60,16    | María Cristina Betancourt                                                     | 58,52    | Jane Haist                                                                      | 53,12    |
| Rzut oszczepem             | Sherry Calvert                                                                             | 54,70    | María Beltrán                                                                 | 54,36    | Lynn Cannon                                                                     | 48,64    |
| Pięciobój                  | Diane Jones                                                                                | 4673 pkt | Gale Fitzgerald                                                               | 4486 pkt | Andrea Bruce                                                                    | 4391 pkt |

## Klasyfikacja medalowa
| Klasyfikacja medalowa | Klasyfikacja medalowa | Klasyfikacja medalowa | Klasyfikacja medalowa | Klasyfikacja medalowa | Klasyfikacja medalowa |
| Miejsce               | państwo               | Złoto                 | Srebro                | Brąz                  | Razem                 |
| --------------------- | --------------------- | --------------------- | --------------------- | --------------------- | --------------------- |
| 1                     | Stany Zjednoczone     | 19                    | 13                    | 8                     | 40                    |
| 2                     | Kuba                  | 7                     | 11                    | 8                     | 26                    |
| 3                     | Kanada                | 4                     | 7                     | 10                    | 21                    |
| 4                     | Meksyk                | 2                     | 3                     | 3                     | 8                     |
| 5                     | Brazylia              | 2                     | 1                     | 2                     | 5                     |
| 6                     | Kolumbia              | 1                     | 0                     | 1                     | 2                     |
| 7                     | Peru                  | 1                     | 0                     | 0                     | 1                     |
| .                     | Gujana                | 1                     | 0                     | 0                     | 1                     |
| 9                     | Bahamy                | 0                     | 1                     | 1                     | 2                     |
| 10                    | Trynidad i Tobago     | 0                     | 1                     | 0                     | 1                     |
| 11                    | Jamajka               | 0                     | 0                     | 2                     | 2                     |
| .                     | Barbados              | 0                     | 0                     | 1                     | 1                     |
| 13                    | Portoryko             | 0                     | 0                     | 1                     | 1                     |
| Razem                 | Razem                 | 37                    | 37                    | 37                    | 111                   |